# Asteriks u Belgów
Asteriks u Belgów (fr. Astérix chez les Belges) – dwudziesty czwarty tom przygód Asteriksa (ostatni stworzony z udziałem zmarłego w 1977 roku René Goscinnego).
Komiks ukazał się w 1979 r. Pierwsze wydanie polskie pochodzi z 1995 r.

## Fabuła
Mieszkańcy wioski Asteriksa obserwują zmianę nastroju wśród legionistów, stacjonujących w pobliskich obozach. Pobyt wśród niezwyciężonych Galów traktują jako odpoczynek, za najtrudniejszych przeciwników uważając plemiona Galii Belgijskiej. Podobnie Juliusz Cezar miał uznać Belgów za najodważniejszych i najniebezpieczniejszych wrogów Rzymu.
Sytuacja ta jest nie do przyjęcia dla Asparanoiksa, wodza wioski, który w towarzystwie Asteriksa i Obeliksa rusza do Belgii. Chce, by Galowie i Belgowie stanęli do zawodów, które rozstrzygną, który z ludów jest największym przeciwnikiem Rzymian.

## Nawiązania
- deklaracja Cezara o wielkiej odwadze Belgów ma swoje źródło w pamiętnikach O wojnie galijskiej[3].
- Nikotyna, żona Piwożłopiksa, jednego z wodzów Belgów, przypomina z wyglądu belgijską aktorkę Annie Cordy[4],
- scena bankietu Galów i Belgów jest nawiązaniem do obrazu Chłopskie wesele niderlandzkiego malarza Pietera Bruegla[5],
- bitwa Galów, Belgów i Rzymian jest nawiązaniem do bitwy pod Waterloo (miejsce starcia znajduje się na terenie obecnej Belgii)[6].